# Česká fotbalová liga 2018/2019
Sezóna 2018/19 byla 28. ročníkem České fotbalové ligy, která spolu s Moravskoslezskou fotbalovou ligou tvoří 3. úroveň v systému fotbalových soutěží. Je řízena Fotbalovou asociací České republiky. Sezóna začala v pátek 10. srpna 2018 a skončila v sobotu 15. června 2019.

## Formát
Českou fotbalovou ligu hraje 18 týmů každý s každým systémem doma–venku, celkem 34 kol a 306 zápasů. Po podzimní části odstoupil tým SK Viktorie Jirny ze soutěže a jeho výsledky byly anulovány. Zbylé týmy tedy odehrály pouze 32 kol.

## Změny týmů
- Do Fortuna Národní ligy postoupil tým MFK Chrudim.
- Z 2. ligy odstoupil klub FK Olympia Praha, který se následně sloučil s týmem SC Olympia Radotín a pod novým názvem se přihlásil do ČFL.
- Do divizí sestoupily týmy SK Polaban Nymburk, SK Benátky nad Jizerou a TJ Sokol Čížová.
- Z divizí postoupily týmy FC Slavia Karlovy Vary, TJ Slovan Velvary a TJ Sokol Živanice.

## Kluby podle krajů
- Praha: FK Slavoj Vyšehrad, FK Loko Vltavín, SC Olympia Radotín
- Plzeňský: TJ Jiskra Domažlice
- Karlovarský: FC Slavia Karlovy Vary
- Ústecký: FK Litoměřicko, SK Sokol Brozany
- Jihočeský: FC Písek
- Středočeský: FK Králův Dvůr, SK Zápy, FK TJ Štěchovice, SK Viktoria Jirny, SK Benešov, FK Dobrovice, TJ Slovan Velvary
- Pardubický: TJ Sokol Živanice, TJ Jiskra Ústí nad Orlicí
- Královéhradecký: SK Převýšov

## Tabulka
| Poř. | Tým                        | Z  | V  | VP | PP | P  | VG | OG | B  |
| ---- | -------------------------- | -- | -- | -- | -- | -- | -- | -- | -- |
| 1.   | FK Slavoj Vyšehrad         | 32 | 20 | 4  | 3  | 5  | 65 | 31 | 71 |
| 2.   | SK Zápy                    | 32 | 19 | 3  | 4  | 6  | 56 | 36 | 67 |
| 3.   | FK Loko Vltavín            | 32 | 20 | 2  | 1  | 9  | 67 | 38 | 65 |
| 4.   | SC Olympia Radotín (S)     | 32 | 15 | 8  | 3  | 6  | 50 | 33 | 64 |
| 5.   | TJ Jiskra Domažlice        | 32 | 15 | 6  | 2  | 9  | 59 | 42 | 59 |
| 6.   | SK Převýšov                | 32 | 14 | 1  | 5  | 12 | 49 | 52 | 49 |
| 7.   | FK Litoměřicko             | 32 | 14 | 3  | 1  | 14 | 42 | 50 | 49 |
| 8.   | FK Dobrovice               | 32 | 13 | 2  | 5  | 12 | 47 | 42 | 48 |
| 9.   | TJ Jiskra Ústí nad Orlicí  | 32 | 11 | 5  | 2  | 14 | 32 | 44 | 45 |
| 10.  | TJ Sokol Živanice (N)      | 32 | 11 | 4  | 3  | 14 | 40 | 45 | 44 |
| 11.  | SK Benešov                 | 32 | 10 | 5  | 4  | 13 | 48 | 58 | 44 |
| 12.  | TJ Slovan Velvary (N)      | 32 | 10 | 3  | 6  | 13 | 50 | 58 | 42 |
| 13.  | TJ Štěchovice              | 32 | 11 | 2  | 4  | 15 | 48 | 58 | 41 |
| 14.  | FK Králův Dvůr             | 32 | 9  | 2  | 6  | 15 | 46 | 43 | 37 |
| 15.  | FC Slavia Karlovy Vary (N) | 32 | 6  | 6  | 3  | 17 | 41 | 62 | 33 |
| 16.  | FC Písek                   | 32 | 8  | 1  | 4  | 19 | 44 | 62 | 30 |
| 17.  | SK Sokol Brozany           | 32 | 5  | 4  | 5  | 18 | 32 | 62 | 28 |
| 18.  | SK Viktorie Jirny          | 0  | 0  | 0  | 0  | 0  | 0  | 0  | 0  |

- Tým SK Viktorie Jirny po podzimní části odstoupil ze soutěže a jeho výsledky se anulovaly.

- Z = Odehrané zápasy; V = Vítězství; R = Remízy; P = Prohry; VG = Vstřelené góly; OG = Obdržené góly; B = Body

|  | Postup do FNL 2019/20                      |
|  | Sestup do Divize A, Divize B nebo Divize C |